# アンドリュー・デウィット
アンドリュー・デウィット（Andrew DeWit、1959年 - ）はカナダ生まれ、日本在住の経済学者。立教大学経済学部経済政策学科教授。財政学、政治経済学専攻。近年の研究テーマは環境・エネルギー政策の政治経済学。

## 経歴
- 1987年 ブリティッシュコロンビア大学政治学研究科博士課程修了。政治学博士。
- 1996年 下関市立大学専任講師
- 1997年 下関市立大学助教授
- 2002年 立教大学経済学部経済学科助教授
- 2006年 立教大学経済学部経済政策学科教授

## 著書

### 共著
- （金子勝）『反ブッシュイズム　いかにブッシュ政権は危険か』（岩波書店, 2003年）
- （金子勝）『反ブッシュイズム（2）終わらない戦争』（岩波書店, 2003年）
- （金子勝）『反ブッシュイズム（3）世界は後戻りできない』（岩波書店, 2004年）
- （金子勝・池上岳彦）『財政赤字の力学 アメリカは日本のモデルたりうるか』（税務経理協会, 2005年）
- （金子勝）『メディア危機』（日本放送出版協会, 2005年）
- （金子勝）『環境エネルギー革命』 （アスペクト, 2007年）
- （金子勝）『世界金融危機』　（岩波書店, 2008年）
- （金子勝）『脱「世界同時不況」 オバマは金融危機を克服できるか』（岩波書店, 2009年）